# دانشكدة كشاورزي (أرومية)
دانشكدة كشاورزي هي قرية في مقاطعة أرومية، إيران. عدد سكان هذه القرية هو 72 في سنة 2006.